# Monica Roșu
Monica Roșu (Bacău, 11 marzo 1987) è un'ex ginnasta rumena.
Inizia a fare ginnastica nel 1991.
Alle Olimpiadi di Atene e ai Campionati del Mondo 2004 vince l'oro al volteggio, sua specialità.